# Paul Haupt
Hermann Hugo Paul Haupt, född den 25 november 1858 i Görlitz, död den 15 december 1926 i Baltimore, var en tyskfödd amerikansk assyriolog.

## Biografi
Efter att ha varit privatdocent i Göttingen blev Haupt 1883 extra ordinarie professor där och samma år professor i semitisk filologi vid Johns-Hopkins-universitetet. De första åren, fram till 1889, fortsatte han att hålla föreläsningar vid Göttingens universitet under sommarhalvåret. Han gav i den av honom och Friedrich Delitzsch utgivna serien "Assyriologische bibliothek" (1881 ff.) samt i tidskrifter många betydande bidrag till den assyriologiska och jämförande semitiska grammatiken, bibliska arkeologin, bibelkritiken med mera. Under medverkan av flera framstående lärda utgav Haupt sedan 1893 en kritisk upplaga av Gamla Testamentets hebreiska texter, med de olika källorna skilda genom olika färgtryck, jämte textkritiska anmärkningar.